# Burdekin Bridge
De Burdekin Bridge (ook wel de Silver Link) overspant de Burdekin River en verbindt de plaatsen Ayr, Queensland en Home Hill, Queensland. De brug werd opgeleverd in 1957. De bouw begon 10 jaar eerder, in 1948. Met zijn 1097 meter lengte is het een van de langste meervoudige overspanningsbruggen in Australië en is hij langer dan dan de Sydney Harbour Bridge, Brisbanes Story Bridge of New Yorks Brooklyn Bridge.

## Techniek
In eerste instantie dacht men dat deze brug niet op de huidige locatie gebouwd kon worden. Er was geen stevige rotsformatie waarop de brug gebouwd kon worden. In 1946, brachten twee hooggeplaatste overheidsingenieurs een bezoek aan India om een aantal bruggen op zandformaties te onderzoeken. Dezelfde techniek werd later ook bij de bouw van de Burdekin Bridge toegepast. Het is de enige brug in Australië die niet op een stevige fundering is gebouwd.

## Constructie
De brug rust op 11 enorme, holle, betonnen caissons die in de rivierbedding zijn gezonken. De caissons hebben een breedte van 17 meter en variëren in wijdte van 5.5 tot 7.6 meter. De caissons zijn tot 30 meter in de rivierbedding gezonken. Als je daar de 20 meter boven het wateroppervlak bij op telt zijn ze met 50 meter hoogte zeer massieve blokken beton met een gewicht van 4.000 ton. De caissons zijn uitgerust met een scherp oppervlak waardoor ze makkelijker in de rivierbedding zonken. Het ijzer dat gebruikt werd in de scherpe randen heeft een totaalgewicht van 238 ton.

## Bouwwijze
De bouw van het eerste caisson begon in 1947 na het regenseizoen. Terwijl elk caisson in hoogte steeg, werd er zand verwijderd uit het midden van het caisson zodat ze in de bedding zonken. Om zo'n enorme massa langzaam te laten zinken was een zeer moeilijke taak. Om het nog moeilijker te maken, kwamen de caissons vaak vast te zitten en moest een duiker het water in om het probleem op te lossen. Een andere moeilijkheid was dat elk caisson naar een 'veilige' diepte moest worden gezonken voor het begin van het regenseizoen. Als een caisson niet stevig genoeg verankerd was zou de rivier het makkelijk weg hebben kunnen vagen.
Omdat de brug niet op een rotsfundering is gebouwd en volledig door zand wordt gedragen, wordt dit type brug ook wel een drijvende brug genoemd. 

## Overige informatie
Door alle moeilijkheden, samen met het tekort aan staal net na de Tweede Wereldoorlog, duurde de bouw bijna een decennium met een totaal kostenplaatje van $6 miljoen. Ondanks alle tegenslagen heeft de brug aanzienlijk bijgedragen aan het transport tussen Ayr, Queensland en Home Hill, Queensland en vormde het een essentiële connectie tussen Noord- en Zuid-Queensland.
De Burdekin Bridge verving een brug die zeer laag boven de rivierbedding lag, waardoor hij vaak onder water stond en uiteindelijk werd weggevaagd. De overblijfselen van deze brug zijn nog steeds te zien bij laag water.
Door de speciale constructie van de brug, waarbij stalen balken een trus vormen over het wegdek, wordt de brug regelmatig afgesloten om zogenaamde road trains, die beide weghelften innemen op de nauwe brug, over te laten steken.